# Rückblende (Foto- und Karikaturenwettbewerb)
Rückblende – Deutscher Preis für politische Fotografie und Karikatur ist ein Wettbewerb für politische Fotografie und Karikatur in Deutschland. Mit einem Preisgeld von 7.000 Euro für das beste Foto und 5.000 Euro für die beste Karikatur und weiteren Preisen (Stand 2015) ist die Rückblende nach eigenen Angaben die höchstdotierte Auszeichnung für politische Fotografie und Karikatur in Deutschland.

## Geschichte
Die Rückblende besteht als jährliche Ausstellung seit 1985. Zum Wettbewerb wurde sie 1995. Die Preise werden durch eine unabhängige Jury vergeben, die auch entscheidet, welche der Fotografien und Karikaturen auf dem Einband des Katalogs erscheinen und welche Werke in die Ausstellung aufgenommen werden. Kriterium bei der Auswahl der besten politischen Fotografien und der besten Karikaturen ist die gelungene Deutung des politischen Jahres.

## Ausstellung und Katalog
Zur 35. Rückblende wurden 2018 mehr als 1000 Arbeiten von 215 professionellen Fotografen und 63 Karikaturisten eingereicht. Eine Ausstellung "Rückblende 2018" wurde am 29. Januar 2019 in der Landesvertretung von Rheinland-Pfalz in Berlin eröffnet und wandert ab dem 12. März durch die Städte Trier, Neustadt an der Weinstraße, Bonn, Koblenz, Leipzig, Mainz, Dortmund und Brüssel. Sie zeigt eine Auswahl von 100 Fotografien und 50 Karikaturen. Seit 2000 erscheint zur Rückblende auch ein Katalog.

## Veranstalter
Veranstalter der Rückblende sind die Vertretung des Landes Rheinland-Pfalz in Berlin sowie der Bundesverband Deutscher Zeitungsverleger gemeinsam mit den Partnern Bundespressekonferenz und Fotofinder.

## Preisträger

### Fotografen
- 1994: Herbert Piel[4]
- 1995: Achim Melde
- 1996: Fritz Reiss
- 1997: Sebastian Bolesch
- 1998: Nicole Maskus
- 1999: Michael Urban
- 2000: Fabrizio Bensch
- 2001: Stephanie Pilick
- 2002: Michael Trippel
- 2003: Nicole Maskus
- 2004: Jochen Zink
- 2005: Christian Langbehn
- 2006: Andreas Rentz
- 2007: Fabian Bimmer
- 2008: Boris Roessler
- 2009: Arno Burgi
- 2010: Fabrizio Bensch
- 2011: John MacDougall
- 2012: Michaela Handrek-Rehle
- 2013: Marko Priske
- 2014: Stefan Boness
- 2015: Christian Mang
- 2016: Krisztian Bocsi
- 2017: Andreas Herzau
- 2018: Daniel Chatard
- 2019: Marcel Kusch
- 2020: Christian Mang
- 2021: DOCKS Collective
- 2022: Bernd Kammerer; Boris Roessler
- 2023: Markus Hurek
- 2024: Kay Nietfeld

### Karikaturisten
- 1995: Luis Murschetz
- 1996: Horst Haitzinger
- 1997: Thomas Körner
- 1998: Thomas Plaßmann
- 1999: Klaus Stuttmann
- 2000: Achim Greser & Heribert Lenz
- 2001: Klaus Stuttmann
- 2002: Jürgen Dieko Müller
- 2003: Freimut Wössner
- 2004: Jan Tomaschoff
- 2005: Reiner Schwalme
- 2006: Burkhard Mohr
- 2007: Klaus Stuttmann
- 2008: Ioan Cozacu
- 2009: Mathias Hühn
- 2010: Reiner Schwalme
- 2011: Klaus Stuttmann
- 2012: Gerhard Mester
- 2013: Heiko Sakurai
- 2014: Klaus Stuttmann
- 2015: Thomas Plaßmann
- 2016: Martin Erl
- 2017: Miriam Wurster
- 2018: Amelie Glienke
- 2019: Rolf Henn (Luff)
- 2020: Mario Lars
- 2021: Heiko Sakurai
- 2022: Greser & Lenz
- 2023: Michael Holtschulte
- 2024: Klaus Stuttmann